# Śleszowice
Śleszowice is een dorp in de Poolse woiwodschap Klein-Polen. De plaats maakt deel uit van de gemeente Zembrzyce.